# IAM
Pour les articles homonymes, voir IAM (homonymie).
IAM (prononcé en anglais : I am, [aɪ æm]) est un groupe de hip-hop français. Actif sans discontinuité depuis sa formation en 1988, le groupe a publié à ce jour plus d'une dizaine d'albums studios, les derniers en date étant Rimes essentielles (2021) et HHHistory (2023). Les membres du groupe publient également de nombreux projets solos.  
IAM est considéré, aux côtés de MC Solaar et Suprême NTM, comme l'un des « pères fondateurs » du rap francais. Leur album L'École du micro d'argent (1997), immense succès commercial, est souvent cité comme l'un des meilleurs de l'histoire du rap français,, notamment pour son morceau Demain, c'est loin. IAM a également contribué à la popularisation de la musique rap en France dans les années 1990 avec le morceau Je danse le mia.
Les membres du groupe sont Akhenaton, Shurik'n, Kheops, Imhotep, Kephren, et anciennement Freeman.

## Origines du nom et des membres du groupe
Le nom du groupe a été décidé collectivement lors d'une réunion du groupe chez Shurik'n. Il se réfère aux pancartes « I AM A MAN » des manifestants de la lutte pour les droits civiques aux États-Unis. « IAM » en est la contraction. « C'est le concept de l'existence : on montre à travers le rap qu'on existe », explique Akhenaton. Il ajoute que « le sens véritable d’IAM réside dans cette affirmation, cruciale pour nous : « Je suis, j’existe ».
« IAM » a également plusieurs significations données par le groupe par amusement : "Imperial Asiatic Men" (influencé par la lecture de Nations Nègres et Cultures de Cheikh Anta Diop), "Indépendantistes Autonomes Marseillais" ou encore "Invasion Arrivant de Mars".
Même si le groupe évoque ses origines marseillaises dans plusieurs morceaux (par exemple Je viens de Marseille, Notre dame veille ou encore Du rêve dans les veines), dans son nom ou lors d'interviews, il revendique faire avant tout du rap français : « On s’est battu dès le début pour ne pas être perçu comme un groupe régionaliste. C’est pour ça que quand j’entends "IAM, le groupe de rap marseillais", ça m’énerve tout de suite. »

## Biographie

### Formation
En 1985, Philippe Fragione et Éric Mazel rejoignent l'équipe de Vibration, une émission créée par Philippe Subrini sur Radio Sprint. Un premier groupe se forme en 1986 et adopte le nom de Lively Crew. Ce dernier compte cinq membres : Akhenaton, Kheops, Nasty Mister Bollocks (Laurens), MCP One (Philippe), Sudio (Didier),. Leur premier concert a lieu le 23 mars 1986 à la MJC Corderie à Marseille,, lors d'un festival ragga-reggae sur invitation du Massilia Sound System. Sur scène, seuls trois membres se produisent : Kheops, Akhenaton (qui rappe en anglais) et Sudio.
Akhenaton et Kheops voyagent plusieurs fois à New York. Pour Kheops « l'équation est simple : New York = vinyl ». Les deux amis forment un nouveau groupe, B-Boy Stance, en novembre 1986. Le rappeur Shurik'n les rejoint en 1987. En 1988, ils prennent le nom d'« IAM »,. Le beatmaker Imhotep intègre alors le groupe, suivi des danseurs Freeman et Kephren vers 1989,. Le tout premier morceau que le groupe nouvellement formé enregistre s'intitule Vous savez quelle heure il est,.

### Conceptet... de la planète Mars(1990-1991)
En janvier 1990, IAM sort son premier projet, Concept, à mi-chemin entre la démo et l'album. Enregistrée en autoproduction avec le label du groupe de reggae Massilia Sound System, cette parution leur permet d'intégrer le label Labelle Noire (plus tard Delabel), une subdivision de Virgin. Entre-temps, IAM se fait connaître plus largement en assurant la première partie des concerts des Rita Mitsouko, de Public Enemy, de KRS One et surtout de Madonna à Bercy et à Nice : « Le lendemain des concerts de Madonna , on est retourné
dans la rue, sans un franc en poche : nous n’avons pas été payé, c’était un concert de promo » explique Kheops.
Le groupe publie un premier maxi intitulé Red, Black and Green, puis son premier album studio, … de la planète Mars en 1991. IAM commence à être diffusé dans les médias (radio, télé...), en particulier dans l'émission RapLine (dont il avait composé le générique quelques mois plus tôt),,. La formation marseillaise se range alors aux côtés d'artistes de premier plan du rap français, tels que NTM et MC Solaar.

### Ombre est lumièreet le succès populaire deJe danse le mia(1993-1995)
Sorti en novembre 1993, l'album Ombre est lumière permet à IAM d'accroître sa notoriété. Alors que les textes sont écrits principalement en 1992 dans un espace de travail de la Friche de la Belle de Mai, l’enregistrement de l’album a lieu au printemps 1993 à Aix-en-Provence et le mixage à New York. L’album se compose d’une quarantaine de pistes, comprenant des morceaux aux textes engagés, humoristiques ou encore spirituels et où les références sont historiques, mythologiques, scientifiques, sociales, politiques. Tandis qu’Akhenaton le considère comme « l’album emblématique de l’esprit IAM », « nombreux sont ceux qui disent rétrospectivement de cet album qu’il pose les bases de L'École du micro d'argent. »
Salué à sa sortie, Ombre est lumière est rapidement suivi de la sortie en single du morceau Je danse le mia, tube de l’été 1994 et devenu depuis une chanson iconique du rap français. Le groupe connaît alors un succès considérable et se fait connaître au-delà des amateurs et amatrices de rap.
Le 13 février 1995, IAM est élu « Groupe de l'année » aux Victoires de la musique. Cette même année, Akhenaton publie son premier album solo, Métèque et mat.

### L’École du micro d’argentet création du label Côté Obscur (1997-2002)
Le plus grand succès commercial du groupe reste à ce jour L'École du micro d'argent. Il est publié en 1997 et est couronné de deux récompenses aux Victoires de la musique. Certifié disque d'or en seulement deux jours, il se vend au total à plus d'un million et demi d'exemplaires, atteignant le statut de disque de diamant en 2005. Le groupe américain Sunz of Man, en featuring sur l'album, participe probablement au succès de L'École du micro d'argent en Amérique du Nord. Les chansons Petit frère, Nés sous la même étoile, La Saga et Demain, c'est loin deviendront des classiques du rap français.
Le milieu du rap français considère l'album dès sa sortie comme un album d'un niveau exceptionnel avec des textes d'une intelligence rare.
La même année, IAM lance Côté Obscur, sa propre société d'édition et de production musicale, équipée d'un studio d'enregistrement. Le label réalisera notamment le premier album de la Fonky Family, Si Dieu veut.... « Il existe un gouffre entre la réalité de la scène rap et ce qu'en connaissent les multinationales. Marseille ne manque pas de groupes mais de structures. On voulait apporter ce plus » explique alors Imhotep.
Après le succès colossal de L'École du micro d'argent, les membres du groupe sortent plusieurs projets solos : Où je vis pour Shurik'n ; Blue Print, Chroniques de Mars et Breakin' Beat pour Imhotep ; L'palais de justice et Mars Eyes pour Freeman ; Sad Hill et Sad Hill Impact pour Kheops ; la bande originale des films Taxi et Comme un aimant, Electro Cypher, Sol invictus et Black album pour Akhenaton. À celles et ceux qui se demandent si ces nombreux projets en solos ne risquent pas de faire éclater le collectif, Imhotep répond : « ces projets annexes fonctionnent comme une soupape de sécurité. Chacun cultive son jardin et enrichit le groupe. »

### Revoir un printemps(2003-2006)
2003 marque le retour du groupe au complet avec la sortie de Revoir un printemps. Ce dernier est diversement accueilli par la critique malgré la richesse musicale déployée (ambiances variées avec cellules orchestrales sur certains instrumentaux), la densité d'écriture qu'il cristallise et la participation de Method Man & Redman, Beyoncé, Syleena Johnson ou encore Bruno Coulais. La sortie de l'album est précédée quelques mois plus tôt par le maxi HH History en collaboration avec leur acolytes marseillais du Soul Swing, à savoir Def Bond, K-Rhyme le Roi et Faf Larage .
L'année suivante, IAM fait paraître sa première compilation rétrospective : Anthologie (1991-2004). L'un de ses titres inédits, Où va la vie ?, connaît un succès en single.
Les membres du groupe sortent également des projets solos : La Garde (avec Faf Larage) pour Shurik'n ; Soldats de fortune pour Akhenaton ; Chroniques de Mars Vol. 2 pour Imhotep.

### Saison 5, concert aux Pyramides et départ de Freeman (2007-2008)
Début 2007, IAM publie Official Mixtape, mixée par Kheops et Cut Killer, en guise de bande-annonce de leur prochain album. Official Mixtape accueille la collaboration de plusieurs groupes tels que Chiens de paille, Psy 4 De La Rime ou encore K-Rhyme le Roi.

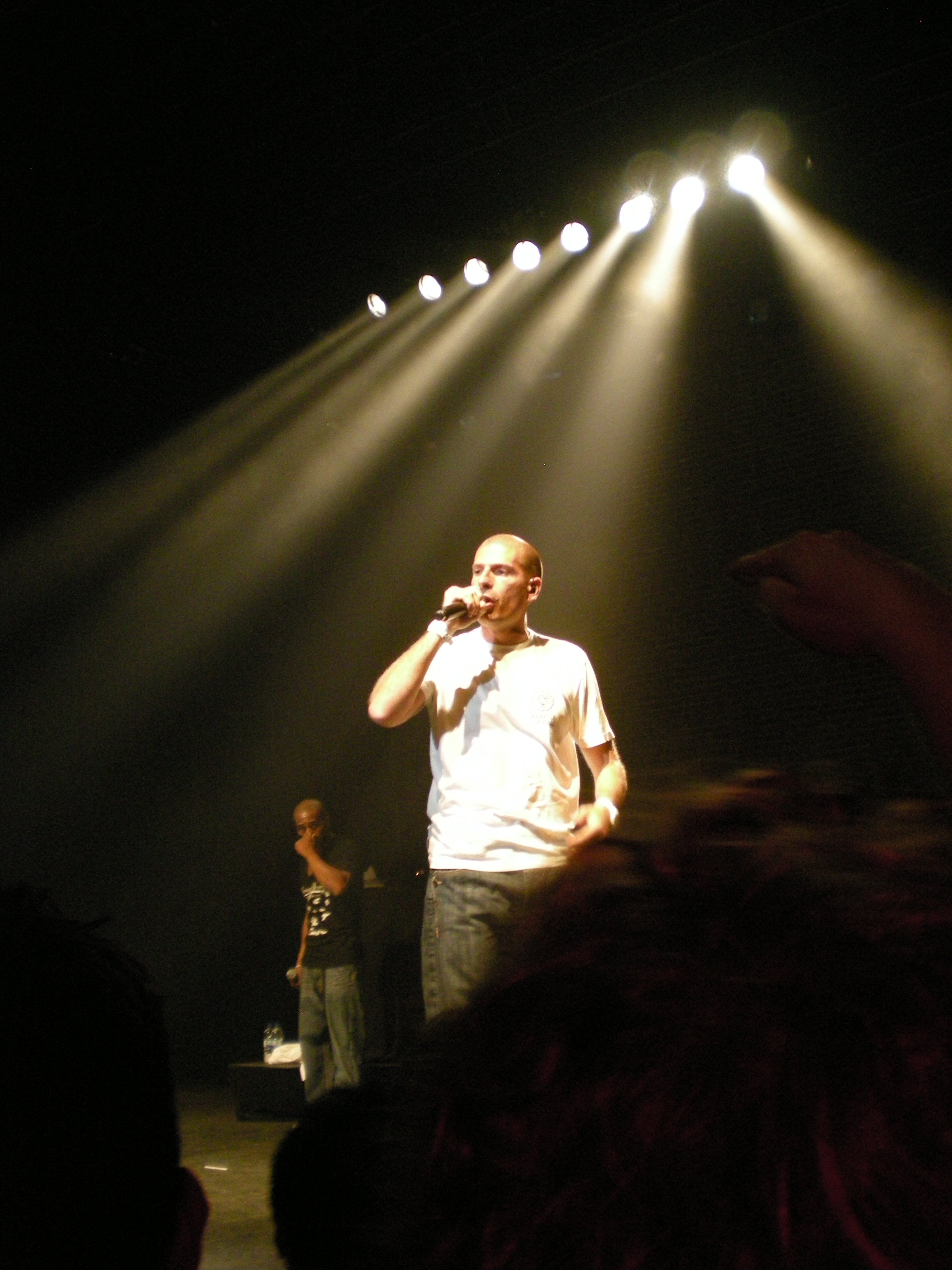
Akhenaton (et Shurik'n au second plan), à l'Olympia de Montréal en 2008.

Saison 5, le cinquième album studio du groupe, est publié le 2 avril 2007. Il atteint directement la deuxième place dans les classements,, prouvant qu'IAM n'a rien perdu de sa popularité dix-neuf ans après les commencements.
En parallèle de la tournée de Saison 5, le groupe sort sa première bande-dessinée, Imperial Asiatic Men, inspirée de l'univers Marvel Comics,.
Pour célébrer les vingt ans du groupe, IAM donne un concert en Égypte aux pieds des Pyramides de Gizeh le 14 mars 2008. Lotfi Bouchnak, Khaled et l'Orchestre populaire du Caire participent à plusieurs morceaux. « Une plaisanterie stupide d’adolescents est devenue une réalité » commentera plus tard le groupe. En résulte l'album live Retour aux pyramides. Sorti quelques mois plus tard, le DVD IAM 20 compile la vidéo du concert à Gizeh et le documentaire Encore Un Printemps, ainsi que le CD Retour aux pyramides en bonus.
Durant l'été 2008, Freeman quitte le groupe. La séparation est officialisée dans une interview accordée au magazine Orbeat puis reprise par La Provence. Le rappeur y adresse une série de reproches au groupe, en particulier à Akhenaton. Celui-ci lui répond quelques jours plus tard sur le même site, soutenu par le reste d'IAM. Rétrospectivement, le groupe écrit « garder de très bons souvenirs de ces deux décennies au cours desquelles [Freeman] a fait partie de notre famille ; comment aurions-nous pu vivre ensemble aussi longtemps s'il n'en avait été autrement ? » Et d'ajouter : « Nos conceptions de la vie, de notre musique, de comment la concevoir et la diffuser ont petit à petit divergé jusqu'à devenir trop différentes. »
Les membres du groupe sortent également des projets solos : L'égalité dans la différence (avec K-Rhyme le Roi) et L'espoir d'un crêve pour Freeman ; la bande originale des films Conte de la frustration et Il reste du jambon ?, et We Luv New York (avec Faf Larage) pour Akhenaton ; la bande originale du film Les Barons pour Imhotep.

### Arts martienset…IAM(2011-2015)
Fin 2011, IAM signe avec le label Def Jam France (groupe Universal Music), et annonce peu après la sortie d'un nouvel album, IAM Morricone, « collaboration » avec le célèbre compositeur de musiques de film italien Ennio Morricone. Initialement prévu pour 2012, le projet est abandonné par manque d'autorisations des ayants droit.
En décembre 2012 et février 2013 sortent deux mixtapes : Assassins Scribes Vol. 1 et 2, produites par DJ Daz. Le premier volume propose des inédits, featurings et versions américaines de morceaux d'IAM. Le second volume est un mix de singles.
Le sixième album studio du groupe, Arts martiens, est publié le 22 avril 2013. Il atteint la première place des classements le jour de sa sortie et surclasse Daft Punk dans le « Top Albums » sur iTunes. Durant la première semaine, Arts martiens s'écoule à près de 25 000 copies dont 18 000 ventes physiques et 6 600 téléchargements.
Quelques mois plus tard, IAM réalise l'un de ses rêves en faisant monter sur scène Rakim lors d'un concert à Central Park,. Le groupe participe ensuite au concert Urban Peace 3 au Stade de France, qui rassemble également Orelsan, Sexion d'Assaut, Maître Gims, Youssoupha, La Fouine, Psy 4 de la Rime et Stromae.

Une réédition de l'album L'École du micro d'argent sort le 30 septembre 2013. Outre l'opus original, elle comprend nombre de bonus : des remixes, des versions instrumentales, divers projets auxquels le groupe a participé, un DVD et un livre de 96 pages. 

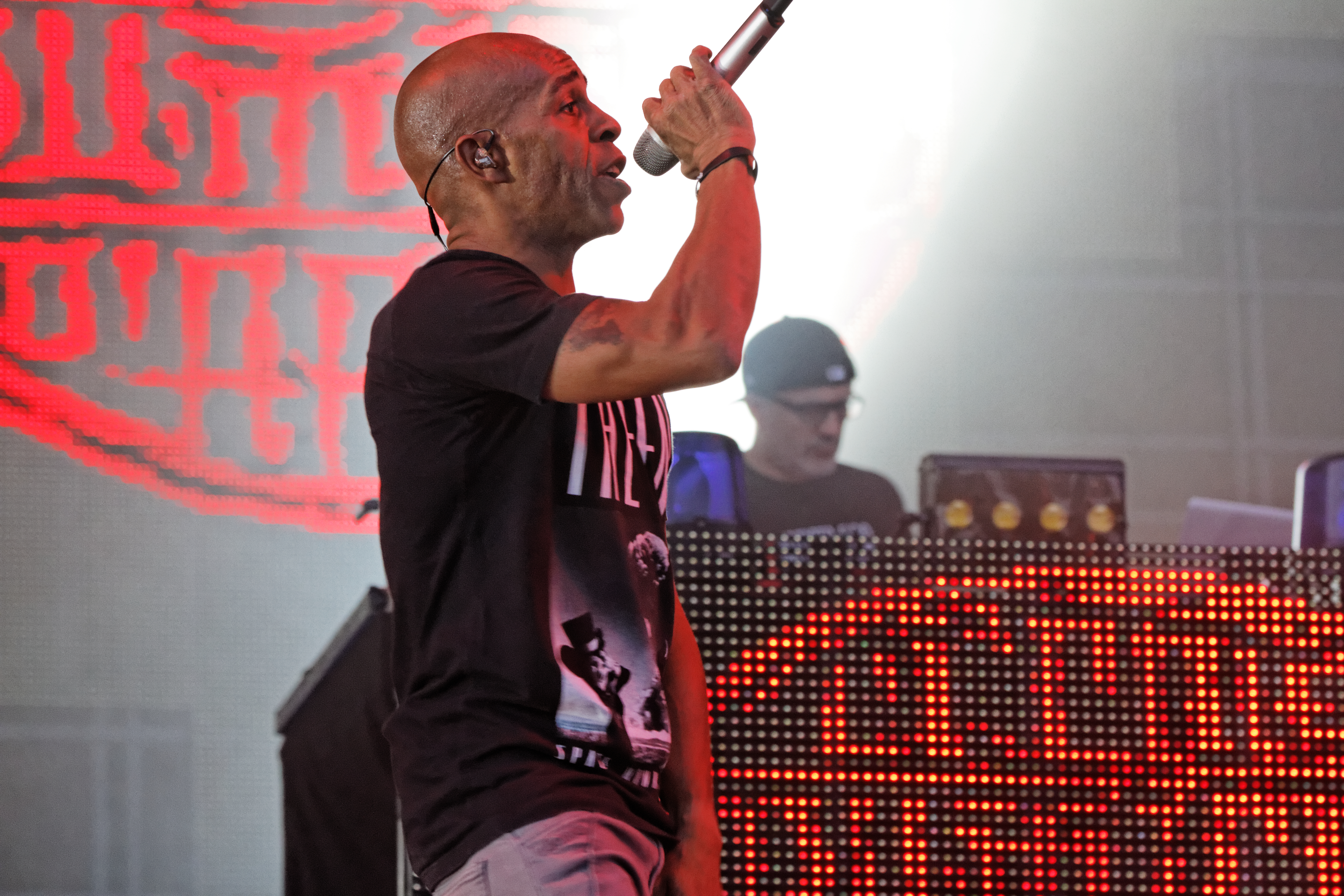
Shurik'n (et Imhotep au second plan), à la Fête de l'Humanité en 2014.

Seulement quelques mois après la sortie d'Arts Martiens, le groupe annonce la sortie d'un nouvel album, intitulé ...IAM. ...IAM sera composé de titres issus de la session d'enregistrement d'Arts martiens. Une annonce officielle révèle que ce sera le dernier album du groupe chez le label Def Jam. Akhenaton explique qu'IAM reste soudé mais que ce futur album est supposé être le dernier. Début juin 2014, Def Jam annonce qu'il prolonge son contrat avec IAM pour deux nouveaux albums du groupe.
Le 13 février 2015, lors de la 30e cérémonie des Victoires de la Musique, IAM reçoit une Victoire honorifique au titre de sa contribution au rap français.
Les membres du groupe sortent également des projets solos : Tous m'appellent Shu et Adamant-ium pour Shurik'n ; Kheper pour Imhotep ; Je suis en vie pour Akhenaton

### Rêvolution, tournée des vingts ans deL'ÉcoleetYasuke(2017-2019)
Début 2017, IAM annonce sur les réseaux sociaux la sortie de son huitième album studio, Rêvolution. Le clip du premier single, Monnaie de singe, est dévoilé le 20 janvier suivant. Un deuxième single, Grands rêves, grandes boîtes, est publié le 10 février 2017. Réalisé par Didier D. Daarwin et Akhenaton, le clip qui l'accompagne met en scène Alejandgra Gutierrez, une athlète qui rêvait de remporter une médaille olympique mais qui, après son échec, s'est engagée dans l'armée.
Durant la campagne présidentielle de 2017, IAM signe, avec une centaine d'autres artistes, une tribune appelant à faire barrage à Marine Le Pen : « le Front national promeut, quoi qu’il tâche de le faire oublier jusqu’à l’effacement, des idées racistes, antisémites, xénophobes et nationalistes » écrivent les signataires du texte.
Le groupe se lance dans une tournée à guichet fermé pour célébrer les vingt ans de la sortie de l'album L'École du micro d'argent. Une date à Accorhotels Arena voit entre autres monter sur scène les rappeurs de Sunz of Man et le producteur original de l'album, Prince Charles Alexander.

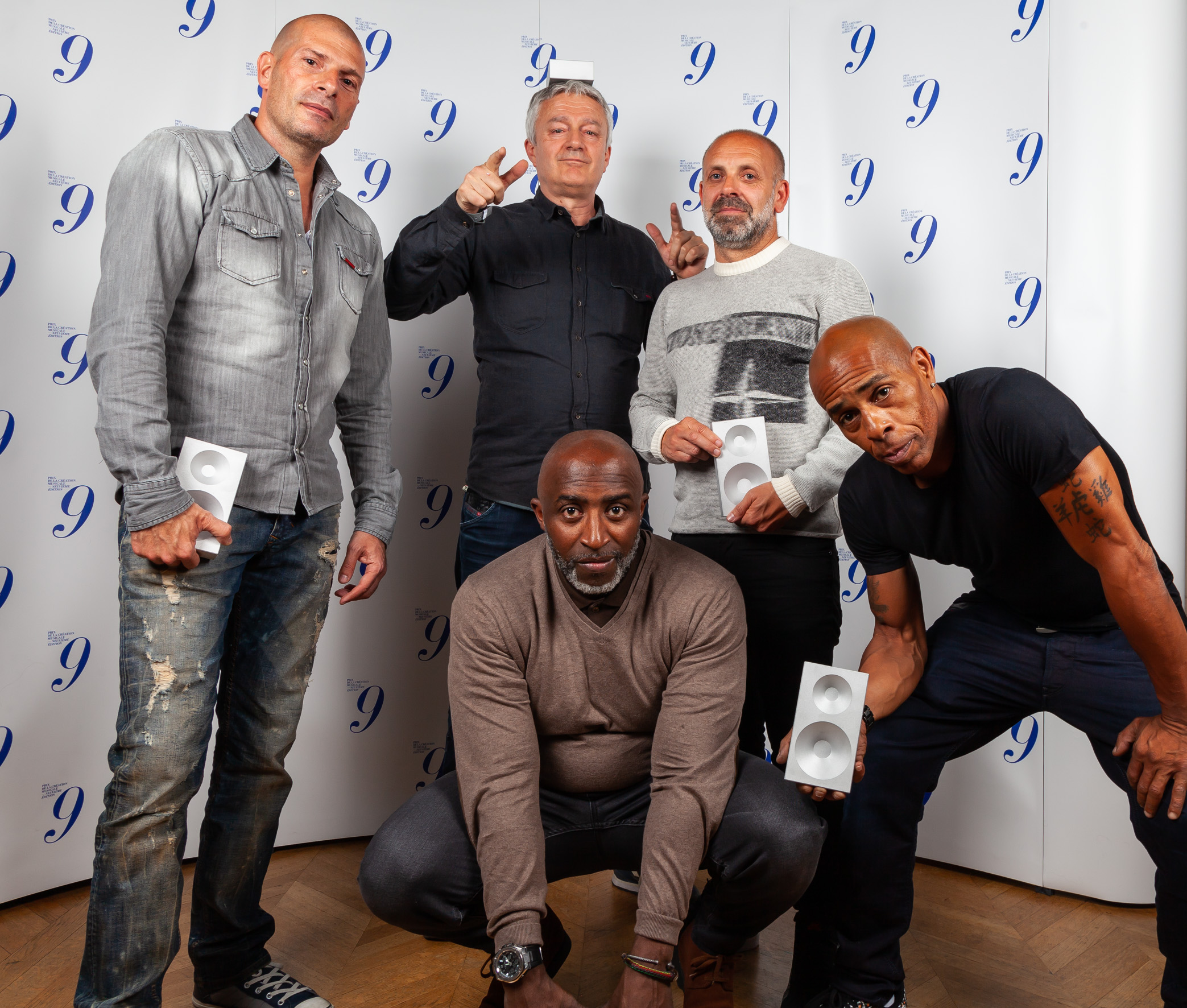
IAM en 2019, lors des 9èmes Prix de la Création Musicale.

En avril 2019, IAM recoit le prix d'honneur de la 9ème éditions des Prix de la Création Musicale de la Chambre syndicale de l'édition musicale.
Fin 2019, IAM publie Yasuke, son dernier album sous le label Def Jam. Une semaine après sa sortie, l'album s'est écoulé à 10 546 exemplaires. La tournée « Rap Warrior Tour » prévue pour accompagner la sortie de l'album doit être quasi intégralement annulée en raison des restrictions sanitaires liées à la pandémie de Covid-19.
Les cinq membres du groupe sont nommés au grade d'officier de l'ordre des Arts et des Lettres en juillet 2020.

### Rimes essentielles, les 50 ans du hip hop etHHHistory(2020-présent)
En octobre 2020, IAM publie son premier livre, Entre la pierre et la plume, coécrit avec le journaliste Baptiste Bouthier, et dans lequel ils explorent différentes thématiques : leur façon de travailler, leurs rapports d'amitié, leur amour pour l’Égypte ancienne et leur vision du monde.
Dans le même temps, Shurik'n et Akhenaton participe au projet collectif marseillais 13'Organisé, regroupant une cinquantaine de rappeurs de la ville, à l'initiative de Jul. L'album sera certifié disque de platine.
Durant le confinement liés à la pandémie de Covid-19, IAM démarre une série d'émissions vidéo tournées dans ses propres studios et diffusées sur sa chaine Youtube. Intitulé « IAM Concept », elles consistent en des discussions filmées entre les membres du groupe sur différents thèmes, le plus souvent liés à la musique. L'émission accueille parfois des invités, tels que Nicholas Craven, Éric Di Meco, Buddha Kriss & Oliver (Just Music Beats), Dance, HAL, Napoleon Da Legend, DJ Cut Killer, ou encore Vincent Parisi. Chaque épisode se clôture par une performance live d'un des morceaux d'IAM.
En juin 2021, le groupe auto-produit - via son label La Cosca - un EP de six titres, Première Vague. Suivent peu de temps après Deuxième Vague, Troisième Vague et Quatrième Vague, titres faisant référence à la situation sanitaire liée au Covid. Ces vingt-quatre morceaux sont finalement regroupés dans l'album Rimes essentielles, dans un format double-CD ainsi qu’un coffret de quatre vinyles,. L’album est publié en indépendant.
Tout au long de l'année 2023, pour célébrer le cinquantenaire du hip hop, La Cosca publie et distribue des rééditions et des projets inédits d'IAM et d'Akhenaton, à raison de un par mois. Concernant le groupe, ce sont Warrior Tour Live Studio Recordings, enregistrement live en studio de la tournée Warrior Tour, et un nouvel album, HHHistory. Le titre de l'album reprend celui du maxi sorti vingt ans auparavant avec le Soul Swing (cf supra). HHHistory est suivi d'une série de concerts en Europe en 2024.
Durant cette période, Akhenaton est le seul membre du groupe à sortir des projets solos : Astéroïde (avec Just Music Beats) ; The Whole in My Heart (avec Napoleon Da Legend) ; Latin Quarter (avec Nicholas Craven) ; Nout (avec Meryem Saci) ; Monopolium (avec Veust Lyricist).
Projet évoqué depuis plusieurs années, IAM joue le 28 juin 2025 un concert mythique au Stade Vélodrome de Marseille, lieu dans lequel le groupe marseillais n'avait encore jamais joué durant ses trente-sept ans de carrière. Pour l'occasion, la setlist contenait d'innombrables classiques et 44 titres, de Je danse le Mia (avec Def Bond) à Independenza, de Samuraï à J'ai pas de face, de le Feu à Demain c'est loin en passant par Tam tam de l'Afrique, Nés sous la même étoile ou Petit frère. De nombreux artistes invités ont participé à ce concert mémorable, comme sur Je viens de Marseille avec Faf Larage, K-Ryhme le Roi et Def Bond, L'art de la guerre avec Lino, Calbo et Pit Baccardi, Timbo King et Dreddy Krueger (Sunz of Man) venus des Etats-Unis pour La Saga, Oran Marseille avec Khaled, Passi pour Le monde est à moi (avec aussi Stomy Bugsy), Bruizza et la Fonky Family au complet pour Bad Boys de Marseille, ou encore Alonzo, Le Rat Luciano, Fahar et l'Algérino pour Marseille la nuit. A noter que Bouga était aussi présent pour interpréter Belsunce Breakdown. Pour le final Demain c'est loin, 22 artistes ont rejoint Akhenaton et Shurik'n, dont Oxmo Puccino, Bigflo et Oli, Abd al Malik, Dany Dan des Sages Po, Vincenzo des Psy 4, Relo ou encore Médine et Veust Lyricist. 

## Membres

### Membres actuels
- Akhenaton : (prononcé: a.keˈnɑːtɔn), de son vrai nom Philippe Fragione, né le 17 septembre 1968 à Marseille, est un rappeur, producteur, réalisateur et animateur de radio français issu d'une famille italienne.
- Shurik'n : de son vrai nom Geoffroy Mussard, né le 11 mars 1966 à Miramas, dans les Bouches-du-Rhône, est un rappeur et producteur français d'origines malgache et réunionnaise.
- Kheops : de son vrai nom Éric Mazel, né le 4 mai 1966 à Marseille, est un disc jockey et producteur de hip-hop français
- Imhotep : de son vrai nom Pascal Perez, né le 19 mai 1960 à Alger, est un compositeur, producteur, beatmaker et mixeur français
- Kephren : de son vrai nom François Mendy, né le 31 juillet 1967 à Paris[78] est ingénieur du son français. Il est d'origine sénégalaise[78]. Il était à l'origine l'un des deux danseurs du groupe[79]. Aujourd'hui il est le manager tour du groupe[80].

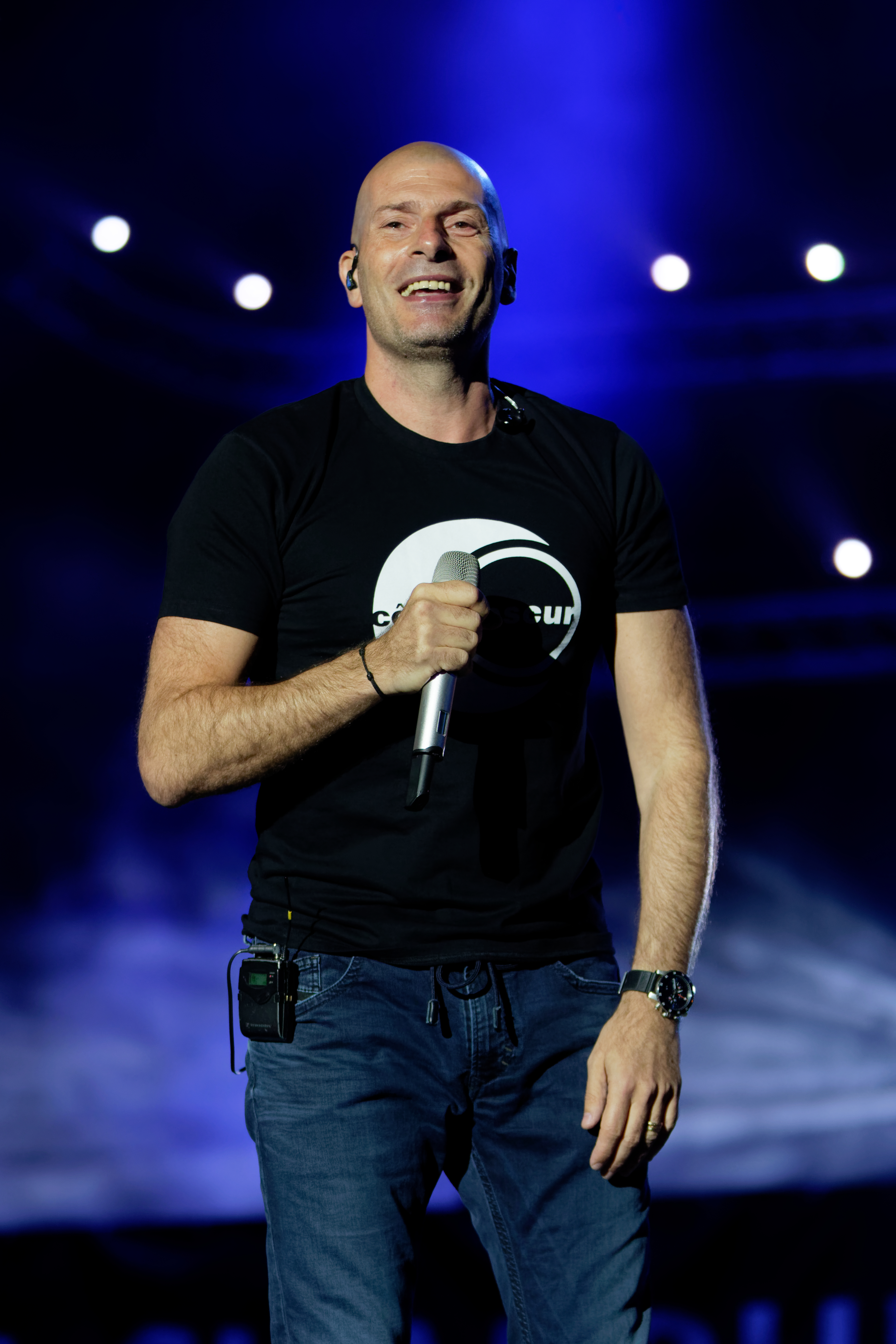
Akhenaton
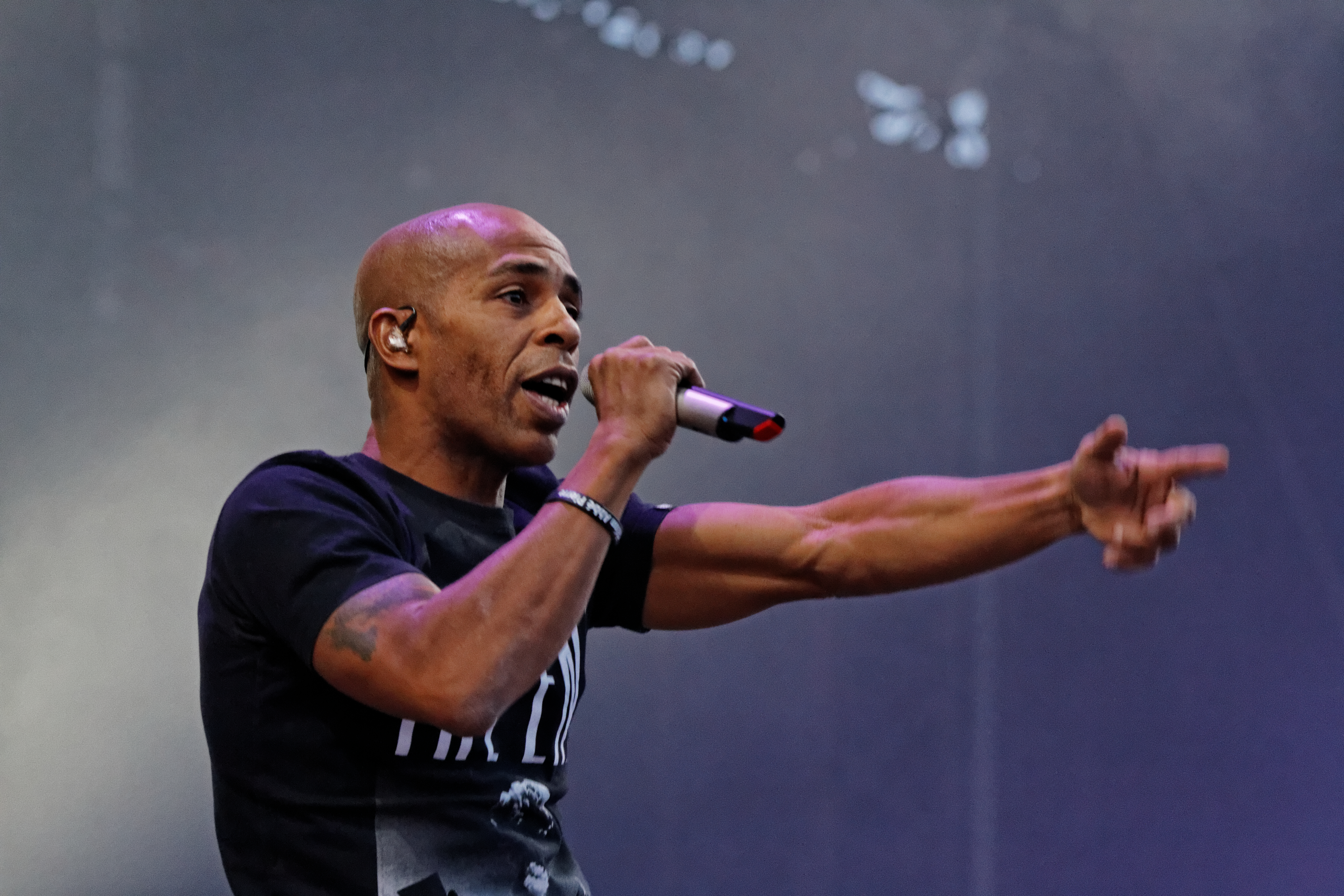
Shurik'n
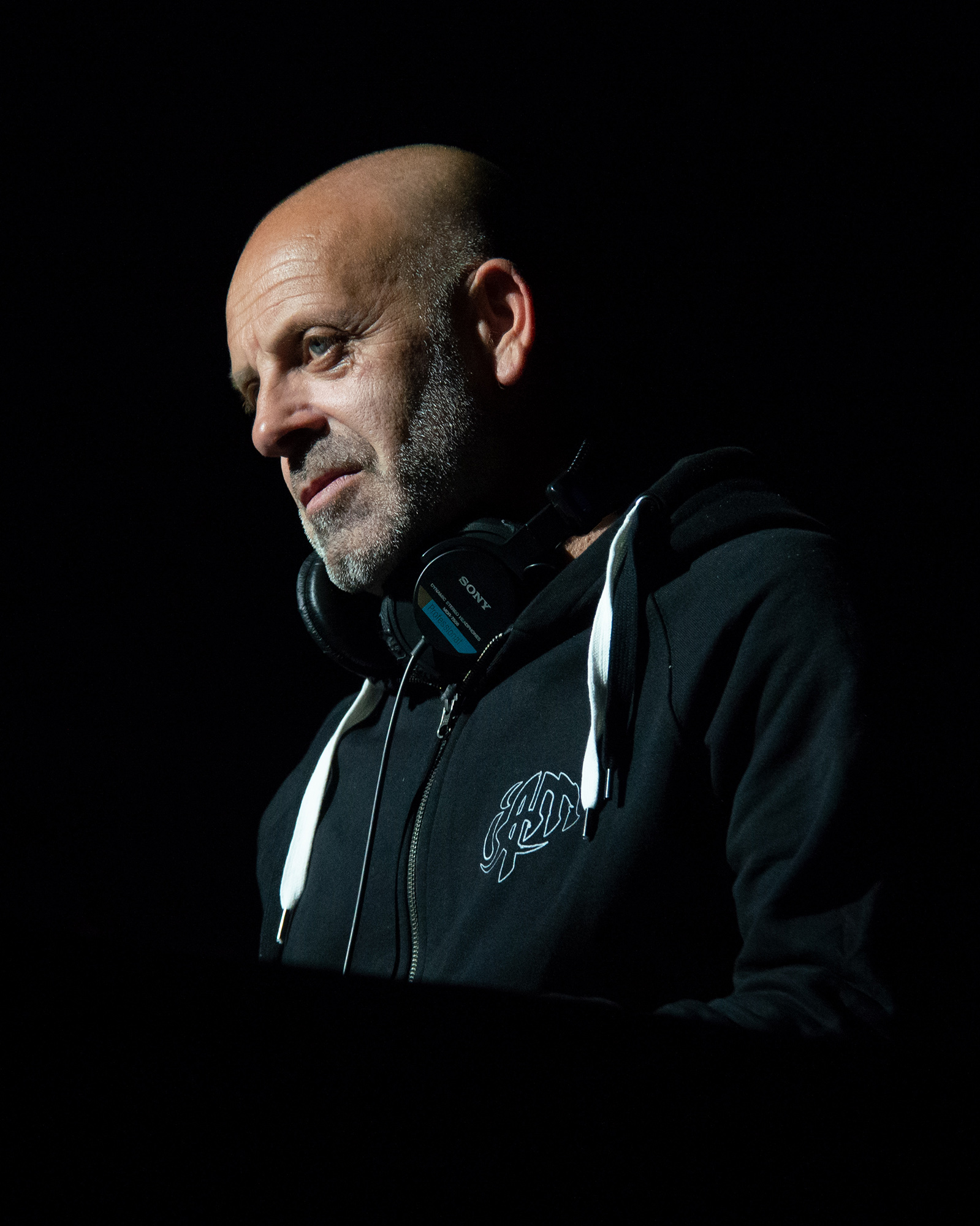
Kheops
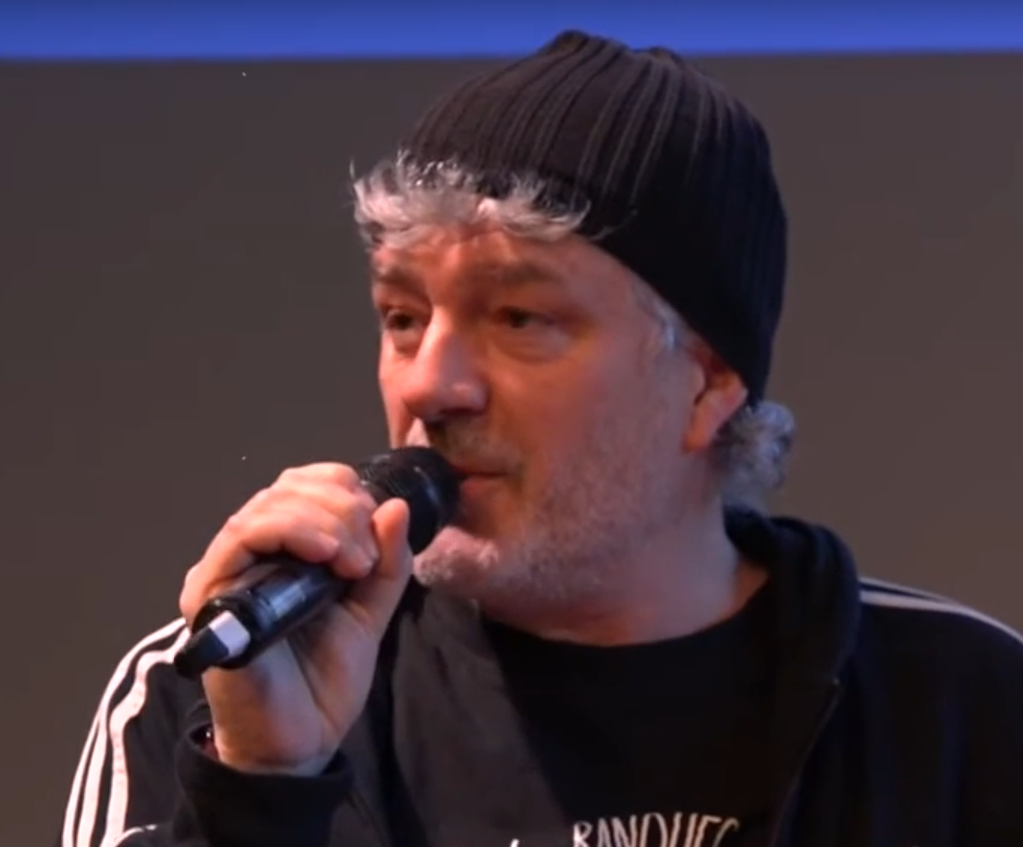
Imhotep
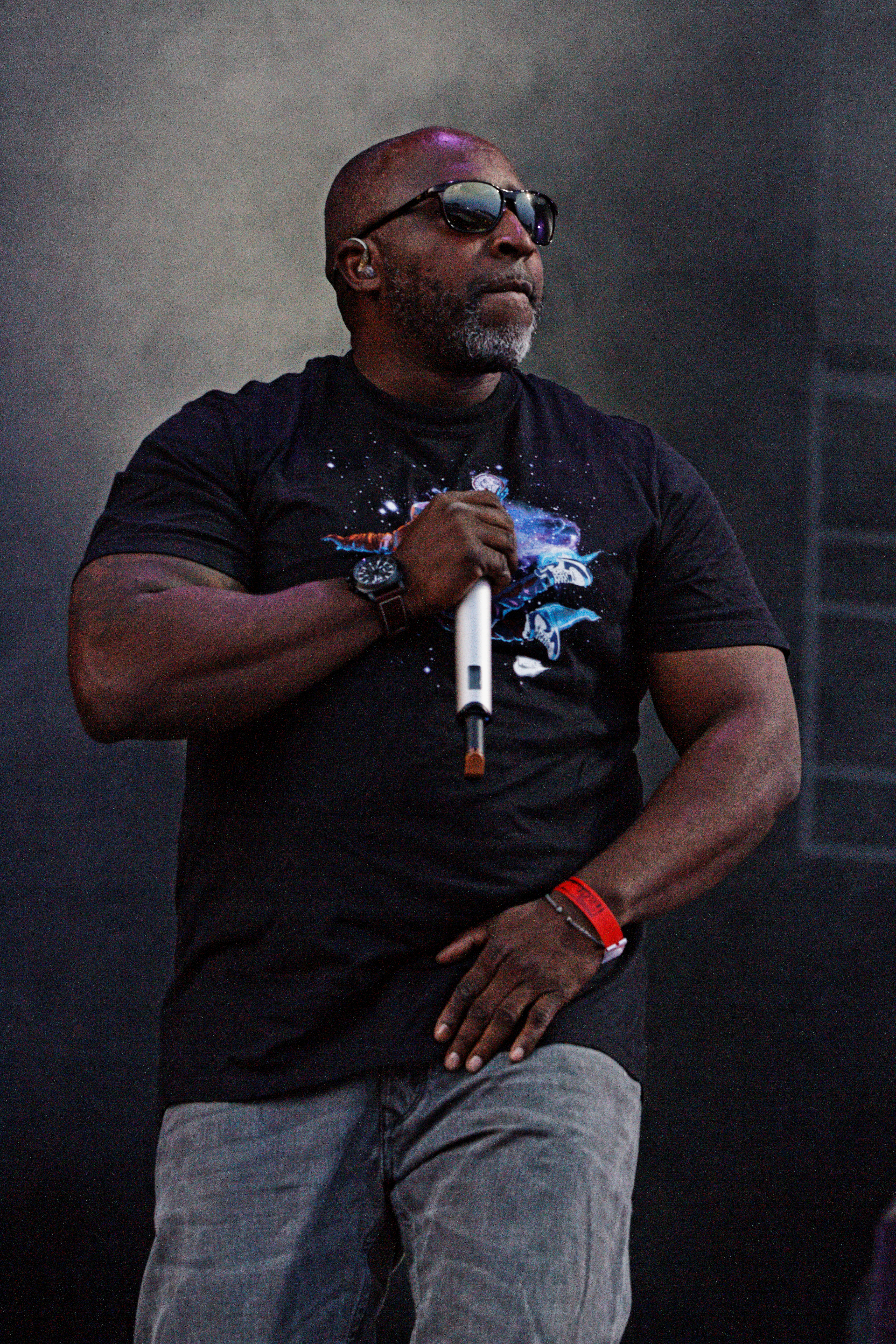
Kephren

### Membres sur scène
- Saïd : de son vrai nom Saïd Radjiabou, né le 23 juillet 1972 à Marseille[81], est un chanteur et rappeur français, ancien membre du groupe de rap Prodige Namor. Depuis de nombreuses années, il accompagne IAM lors des concerts live en tant que choriste[82]. Il est aussi régulièrement présent sur les albums du groupe.
- DJ Daz : il accompagne IAM sur scène depuis la tournée de Revoir un printemps. Avec Kheops, il s'occupe des transitions et des scratches (et de lancer les instrumentaux sur certains morceaux)[83].

### Anciens membres
- Freeman : de son vrai nom Malek Brahimi, né le 9 mai 1972 à Marseille[84], dans les Bouches-du-Rhône, est un danseur, compositeur et rappeur français d'origine algérienne. Aux débuts d'IAM, il était l'un des deux danseurs avec Kephren. Il a quitté le groupe à l'été 2008.

## Discographie

### Album démo
- 1990 : Concept

### Albums studio
- 1991 : ... De la planète Mars
- 1993 : Ombre est lumière
- 1997 : L'École du micro d'argent
- 2003 : Revoir un printemps
- 2007 : Saison 5
- 2013 : Arts Martiens
- 2013 : ...IAM
- 2017 : Rêvolution
- 2019 : Yasuke
- 2021 : Rimes essentielles
- 2023 : HHHistory

### Albums live
- 2005 : IAM Live au Dôme de Marseille
- 2008 : Retour aux pyramides
- 2023 : Warrior Tour Live Studio Recordings

### Apparitions (liste non-exhaustive)
- 1988 : Choice MC's feat. Chill Phil (Akhenaton) - This is the B Side (sur le maxi des Choice MC's Some Noise)[85]
- 1989 : MC Sergio feat. Akhenaton (non crédité) - In the name of love (sur le maxi de MC Sergio In the name of love)
- 1990 : IAM - Aux pays des rêves
- 1992 : IAM - Rien n'est plus comme avant (sur la compilation Rapattitude 2)
- 1994 : IAM - Il pleut autour du monde (sur la mixtape The Cut Killer Show, le combat sans fin)
- 1994 : IAM - Le Combat sans fin (sur la mixtape The Cut Killer Show, le combat sans fin)
- 1994 : Lucas feat. JFR, Al Agami, Zee et IAM - Spin the Globe (sur l'album lucacentric)
- 1994 : Soul Swing (Def Bond et Faf Larage) feat. IAM - Le hip hop pour le hip hop (chanson dévoilée par Def Bond en 2011 mais enregistré en 1994)
- 1996 : IAM feat. Les Rieurs, K-Mel et Jmi Sissoko - (À fond dans le style sur la compilation Hip Hop Soul Party III)
- 1996 : Khaled feat. IAM - Oran Marseille (sur l'album de Khaled Sahra)
- 1997 : Bambi Cruz feat. IAM et Faf Larage  - Le Marécage (sur l'album de Bambi Cruz Ouvre les Yeux)
- 1997 : IAM - Le Style de la mouette (inédit joué lors de la tournée de L'École du micro d'argent)
- 1997 : IAM - Quand tu allais, on revenait (Remix) (inédit joué lors de la tournée de L'École du micro d'argent)
- 1997 : East feat. IAM - Les Experts (sur le maxi Eastwoo)
- 1997 : IAM - L'Empire du côté obscur (version originale Interdite) (inédit de l'album L'École du micro d'argent)
- 1997 : IAM - Paul (inédit de l'album L'École du micro d'argent)
- 1997 : IAM - Sad Hill (sur l'album de Kheops Sad Hill)
- 1999 : IAM feat. Scurfy, Daddy Lord C, Leïla Rami et Prime Essence - 6 Minutes sur la compilation L'univers des lascars)
- 1999 : IAM - Un jour comme un lion (sur la compilation L'univers des lascars)
- 1999 : Faf Larage feat. IAM - J'accuse (sur l'album de Faf Larage C'est ma cause)
- 1999 : IAM feat. Def Bond, Sako, K.Rhyme Le Roi, Faf Larage et Sista Micky - C'est notre hip-hop (sur l'album de Freeman L' Palais de justice)
- 1999 : Pit Baccardi feat. IAM - Trop peu pour qui çà paie (sur l'album eponyme de Pit Baccardi
- 1999 : Massive Töne feat. IAM - Zeit (sur l'album de Massive Töne Überfall)
- 2000 : Def Bond feat. IAM - Mars 2000 (sur l'album de Def Bond Le Thème
- 2000 : IAM - Poussières II Galaxie (sur l'album de Kheops Sad Hill Impact)
- 2001 : IAM feat. Scurfy, Daddy Lord C, Faf LaRage et K.Rhyme Le Roi - Contrat (sur la compilation L'univers impitoyable des damnés)
- 2001 de : IAM - Le Barème (sur l'album de Freeman Mars Eyes)
- 2003 : IAM - Le Colysée (inédit de l'album  Revoir un printemps)
- 2003 : IAM - X et Y (inédit de l'album  Revoir un printemps)
- 2003 : RZA feat. IAM - Seul face à lui (sur l'album de RZA The World According to RZA)
- 2003 : Beyoncé feat. IAM - Bienvenue (sur l'édition française de Dangerously in Love de Beyoncé)
- 2004 : IAM - Anthologie de la traitrise (sur la BO du film Agents secrets)
- 2004 : IAM - On lâche rien (sur la compilation OM All Stars)
- 2004 : Chiens de paille feat. IAM - Tant qu'on sera là (sur l'album de Chiens de Paille) Sincèrement
- 2005 : IAM feat. Jo dalton, Daddy Lord C et K.Rhyme Le Roi - Débarquement Dallas (sur la compilation Nerfs à vif)
- 2005 : IAM - Inédit (sur la compilation Stallag 13)
- 2005 : L'Algerino feat. IAM et Psy 4 de la Rime - M.A.R.S (sur l'album de L'Algerino Les Derniers Seront Les Premiers)
- 2006 : IAM feat. Sako - Bien Paraître (sur l'album d'Akhenaton Soldats de Fortune)
- 2006 : IAM - Entre la Pierre et la Plume (sur l'album d'Akhenaton Soldats de Fortune)
- 2006 : IAM feat. Veust Lyricist - L'école de Samba (sur l'album d'Akhenaton Soldats de Fortune)
- 2006 : IAM - La Fin de leur monde (sur l'album d'Akhenaton Soldats de Fortune)
- 2006 : IAM - Cosca Crew Party (sur la mixtape Cosca Team Vol. 2)
- 2007 : IAM feat. Soul Swing - History (sur la mixtape La Cosca Mixtape Vol. 2)
- 2007 : IAM feat. Psy 4 de la Rime, Sako, L'Algerino, Bouga, Saïd & Veust Lyricist  - La Ronde (sur la mixtape La Cosca Mixtape Vol. 2)
- 2007 : Gentleman feat. IAM - Mount Zion (sur l'album de Gentleman Another Intensity)
- 2007 : Kamelancien feat. IAM  - Stressé (sur l'album de Kamelancien Le Charme en personne)
- 2007 : IAM - Ma rébellion (inédit de l'album  Saison 5)
- 2007 : IAM - Pas de justice, pas de paix (inédit de l'album  Saison 5)
- 2011 : Soulkast feat. IAM - Honoris Causa (sur l'album de Soulkast Honoris Causa)
- 2011 : OGB feat. IAM, Kery James & Dry - Leader sur l'album d'OGB La Mémoire)
- 2016 : Deluxe feat. IAM - À l'heure où (sur l'album Stachelight)
- 2019 : Farhad feat IAM - On n'est pas né de la dernière pluie
- 2020 : Ben L'Oncle Soul, IAM - All My Life

### Concerts vidéo et documentaires
- 2004 : Au cœur d'IAM : Genèse d’un album (Revoir un printemps), accompagné d'un CD
- 2004 : IAM Live au Dôme de Marseille : Vidéo du concert à Marseille en 2004 accompagné d'un documentaire
- 2008 : IAM 20 : Vidéo du concert à Gizeh le 14 mars 2008 accompagné d'un documentaire et d'un CD

## Publications
- 6 décembre 2007 : sortie du premier volume d’Imperial Asiatic Men, bande dessinée co-signée par Freeman aux éditions Clair de Lune[86].
- 14 octobre 2020 : sortie de Entre la pierre et la plume d'IAM.